# Особняк Трунова

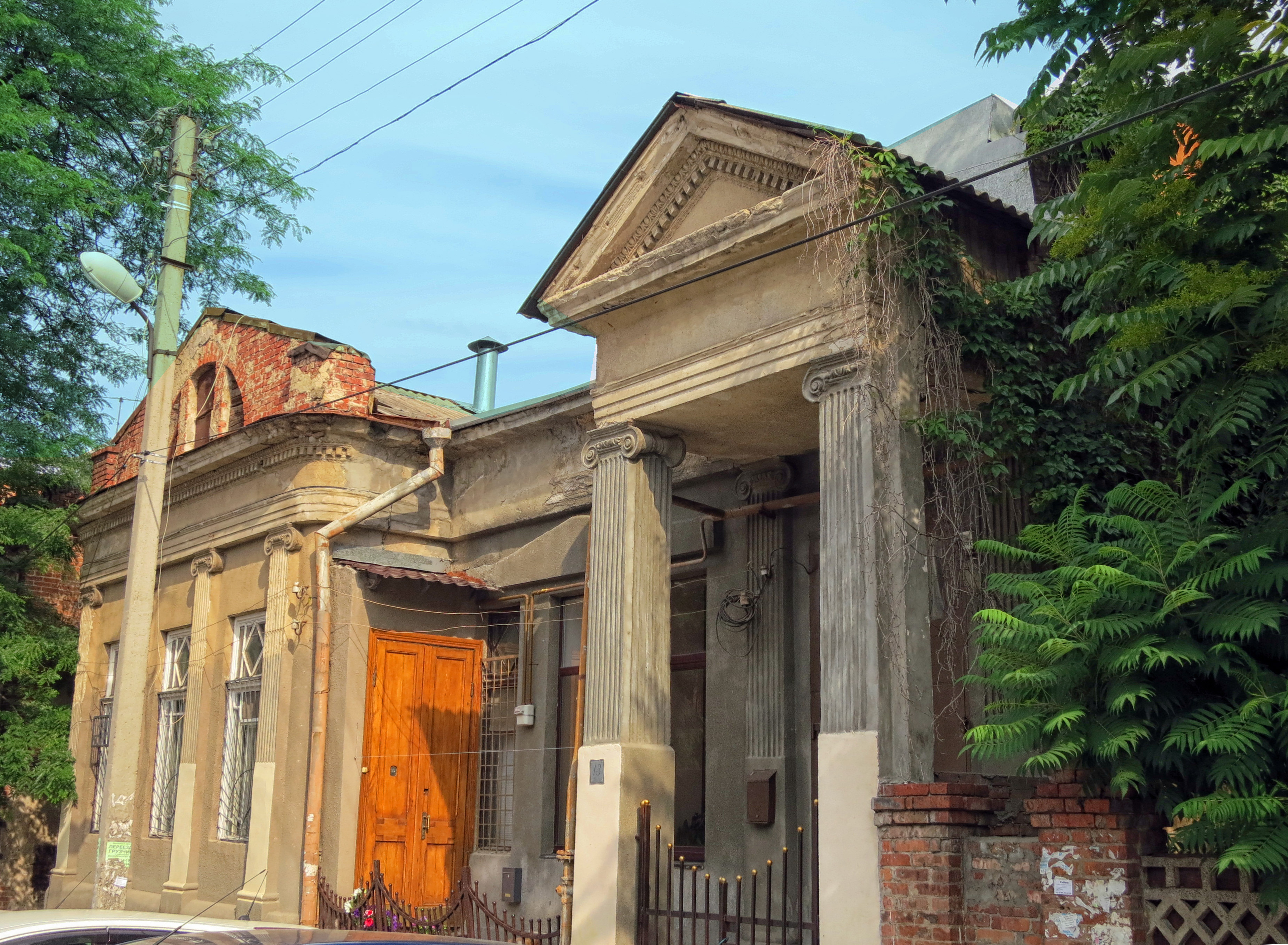
Особняк Трунова

Особняк Трунова або Будинок Трунова, рос. Особняк Трунова) — старовинна будівля в Ростові-на-Дону, Росія. Побудована наприкінці XIX — початку XX століття. Розташована на Темерницькій вулиці, 13. Будівля входить до реєстру пам'яток архітектури.

## Історія
У 1880-х роках будівля належала Єремію Айвазову, який торгував у Нахічевані. 1888 року будинок придбав Георгій Трунов, що працював у своїй майстерні. Двоповерхова майстерня була на дворі цього будинку.
З 1907 року будинок належав братові Трунова Іванові. 1914 року будинок придбала Євдокія Рудухіна за 5000 рублів. 1920 року будівлю було відібрано в колишньої власниці. Вона переїхала жити на Московську вулицю. Влада відмовилися повертати майно власникам. У XXI столітті в будівлі розташовані адвокатські контори.

## Архітектура
Будівля змурована з цегли, покрита штукатуркою, будинок має асиметричну форму. Парадний вхід у будинок, розташований з правого боку, прикрашено колонами і портиком. У лівій частині виконані пілястри.
У даний час будівля входить до реєстру пам'яток архітектури.